# Fletcher Cox
Fletcher Cox (* 13. Dezember 1990 in Cicero, Illinois) ist ein ehemaliger US-amerikanischer American-Football-Spieler auf der Position des Defensive Tackles. Er spielte zwölf Jahre lang bei den Philadelphia Eagles in der National Football League (NFL) und gewann mit ihnen den Super Bowl LII. 

## College
Cox, der schon in der Highschool sportliches Talent zeigte und auch noch Basketball spielte sowie Leichtathletik betrieb, hatte Angebote von diversen Universitäten, entschied sich für die Mississippi State University und spielte für deren Mannschaft, die Bulldogs, erfolgreich College Football. In drei Spielzeiten setzte er 114 Tackles und erzielte 8,5 Sacks.

## NFL
Beim NFL Draft 2012 wurde er in der 1. Runde als insgesamt 12. Spieler von den Philadelphia Eagles ausgewählt. Cox konnte sich sofort etablieren und lief in seiner Rookiesaison 15-mal auf, 9-mal als Starter. Im Spiel gegen die Detroit Lions kam es zu einem Handgemenge, er wurde ausgeschlossen und mit einer Geldstrafe in der Höhe von 21.000 US-Dollar belegt.
2013 wurde er als Defensive End eingesetzt, 2014 kehrte er auf seine angestammte Position zurück. In diesem Jahr gelang ihm auch sein bislang einziger Touchdown, indem er im Spiel gegen die Jacksonville Jaguars einen Fumble erobern und in die gegnerische Endzone tragen konnte.
Vor Beginn der Saison 2016 unterschrieb er einen Sechsjahresvertrag in der Höhe von 103 Millionen US-Dollar, 63 davon garantiert.
Zwischen 2013 und 2016 bestritt Cox jedes Spiel der Eagles als Starter. Für seine konstant guten Leistungen wurde er seit 2015 jährlich in den Pro Bowl berufen.
Am 17. März 2022 entließen ihn die Eagles, um Cap Space zu sparen, nahmen ihn aber zwei Tage später für ein Jahr erneut unter Vertrag.
Nach der Saison 2023 gab Cox am 10. März 2024 sein Karriereende bekannt.

## Persönliches
Sein Cousin Kenneth Gainwell spielt seit 2021 als Runningback ebenfalls für die Philadelphia Eagles.